# Bloom (album de Machine Gun Kelly)
 (avril 2025).
Si vous disposez d'ouvrages ou d'articles de référence ou si vous connaissez des sites web de qualité traitant du thème abordé ici, merci de compléter l'article en donnant les références utiles à sa vérifiabilité et en les liant à la section « Notes et références ».
Pour les articles homonymes, voir Bloom.
Albums de MGK
General Admission
(2015)
Singles
1. Bad Things 
Sortie : 14 octobre 2016
2. At My Best 
Sortie : 17 mars 2017
3. Trap Paris
Sortie : 12 mai 2017
4. Go For Broke
Sortie : 27 juin 2017

Bloom (stylisé bloom) est le troisième album du rappeur américain Machine Gun Kelly, sorti le 12 mai 2017. 
L'album inclut le plus gros single de l'album, Bad Things en collaboration avec Camila Cabello , qui a été classé 4e au Billboard Hot 100. Cet album inclut également les trois autres singles intitulés At My Best en collaboration avec Hailee Steinfeld, classé 60e au Billboard Hot 100, Trap Paris avec les rappeurs Quavo et Ty Dolla Sign et le quatrième single Go For Broke, en featuring avec James Arthur.
L'album est actuellement[Quand ?] classé 81e au Billboard 200.

## Singles
Le 14 octobre 2016, Bad Things en duo avec la jeune chanteuse Camila Cabello est sortie et est donc le single principal de l'album. La chanson a culminé le top 20 de nombreux pays, comme le Royaume-Uni ou encore les États-Unis.
Le second single de l'album At My Best en featuring avec la chanteuse américaine Hailee Steinfeld est sortie le 17 mars 2017. Le titre a été classé 60e dans le Billboard Hot 100.
Originellement comme single promotionnel le 13 avril 2017,  Trap Paris en collaboration avec Quavo et Ty Dolla Sign, considéré comme le troisième single de l'album, est sorti le 12 mai 2017.
Le quatrième single de l'album Go For Broke, en collaboration avec l'artiste anglais James Arthur, est diffusé sur les radios le 27 juin 2017.

## Liste des titres
| No  | Titre                                          | Producteur(s)                                     | Durée |
| --- | ---------------------------------------------- | ------------------------------------------------- | ----- |
| 1.  | The Gunner                                     | - slimXX - Baze                                   | 3:38  |
| 2.  | Wake + Bake                                    | - H*Money - Edgar "JV" Etienne                    | 3:03  |
| 3.  | Go for Broke (featuring James Arthur)          | - The Runners - The Monarch - Delicata            | 3:30  |
| 4.  | At My Best (featuring Hailee Steinfeld)        | - Happy Perez                                     | 3:19  |
| 5.  | Kiss the Sky                                   | slimXX                                            | 3:07  |
| 6.  | Golden God                                     | - JP Did This 1 - slimXX - Baze                   | 3:18  |
| 7.  | Trap Paris (featuring Quavo and Ty Dolla $ign) | - Sonny Digital                                   | 3:23  |
| 8.  | Moonwalkers (featuring DubXX)                  | - Lil Rich                                        | 3:05  |
| 9.  | Can't Walk                                     | - H*Money - JV - MGK (add.)                       | 3:05  |
| 10. | Bad Things (avec Camila Cabello)               | The Futuristics                                   | 3:59  |
| 11. | Rehab                                          | - H*Money - JV - MGK (add.)                       | 4:26  |
| 12. | Let You Go                                     | - Shatkin - MGK (co.) - slimXX (co.) - Baze (co.) | 3:05  |
| 13. | 27                                             | - slimXX - Baze - MGK                             | 4:58  |